# Cinémathèque nationale du Venezuela
La Cinémathèque nationale du Venezuela (espagnol : Cinemateca Nacional de Venezuela) est une institution publique vénézuélienne fondée le 4 mai 1966 par Margot Benacerraf et consacré depuis de sa création à l'archivage, la préservation et la divulgation du cinéma au Venezuela. Il abrite plus de 85 000 films, 30 000 photographies, 420 affiches de cinéma, 400 scénarios et 30 000 livres et magazines de cinéma. Son siège social est situé au Centro Simón Bolívar.

## Historique
En 1956, Margot Benacerraf est chargée par Henry Langlois de représenter la Fédération internationale des archives du film au Venezuela et d'étudier la possibilité de créer une cinémathèque à Caracas. En parallèle, Antonio Pasquali, Rodolfo Izaguirre, Sergio Baroni et Lorenzo Batallán ont présenté à Francisco De Venanzi, recteur de l'Université centrale du Venezuela, un projet de création d'une Cinémathèque nationale, qui fonctionnerait dans la Bibliothèque centrale de l'Université.
En 1964, le président Rómulo Betancourt crée l'Institut National de la Culture et des Beaux-Arts (INCIBA). En mai 1965, Benacerraf propose à l'INCIBA la création de la Cinémathèque.
Finalement, la Cinémathèque fut fondée le 4 mai 1966 et Benacerraf fut nommé comme sa présidente.

## Salles
La Cinémathèque à deux salles à Caracas : l'un au Musée des Beaux-Arts de Caracas et l'autre au Centro de Estudios Latinoamericanos Rómulo Gallegos. 
La Cinémathèque possède également des salles dans les villes suivantes : Barcelone, Barquisimeto, Calabozo, Cumaná, Guanare, Macuto, Maracay, Maracaibo, Pampatar, Puerto Ayacucho, San Carlos, San Felipe, San Fernando de Apure, Valera et San Cristóbal.

## Archives
Depuis sa création, la Cinémathèque nationale gère l'Archivo Fílmico, qui compte plus de 85 000 films, 30 180 photographies et 420 affiches de films. Dans ces archives se trouvent, entre autres, les films suivants : Don Leandro el Inefable (1919) de Lucas Manzano, La venus de nácar (1932) d'Efraín Gómez, Reverón (1938) d'Edgar J. Anzola, La danza de los esqueletos (1934), le premier court métrage d'animation vénézuélien, réalisé par Herbert Weisz et avec une bande sonore d'Efraín. Gómez, et Taboga y hacia El Calvario (1938) de Rafael Rivero, La escalinata (1950) de César Enríquez.

## Présidents
- Margot Benacerraf, 1966-1968
- Rodolfo Izaguirre, 1968-1988
- Carmen Luisa Cisneros, 1988
- Ricardo Tirado, 1988-1991
- Oscar Lucien, 1991-1994
- Fernando Rodríguez, 1994-1999
- Jacobo Penzo, 1999-2002
- Xavier Sarabia, 2005-2009
- Gustavo Michelena, 2009-2013
- Xavier Sarabia, 2013-2016
- Blanca Rey, 2016-2017
- William Rafael Santana Cedeño, 2017-2020
- Vladimir Sosa Sarabia, 2020-actualidad